# Max Hiller
Pour les articles homonymes, voir Hiller.
Max  Wilhelm Hiller, né le 8 décembre 1889 à Berlin et mort le 18 décembre 1948 dans la même ville, est un acteur allemand qui est apparu dans plus de vingt films entre 1917 et 1948.

## Filmographie
- 1917 : Rasputin
- 1924 : Le Dernier des hommes (Der letzte Mann) de F.W. Murnau : Ihr Bräutigam [Her Bridegroom]
- 1925 : Liebesfeuer : Franz
- 1926 : Das süße Mädel
- 1930 : Die letzte Kompagnie : Machnow
- 1934 : Ein Mann will nach Deutschland
- 1934 : Jungfrau gegen Mönch
- 1935 : Postlagernd XYZ
- 1935 : Warum lügt Fräulein Käthe?
- 1936 : Boccaccio : Gerichtsschreiber
- 1936 : Glückskinder : Standesbeamter
- 1937 : Sept gifles : 1. Zuschauer beim Fußballspiel
- 1937 : Patrioten : French Gendarm
- 1937 : Paramatta, bagne de femmes : Brautwerbender Soldat in Paramatta
- 1937 : Unternehmen Michael : Englischer Gefangener
- 1937 : La Habanera : Don Pedro's Servant
- 1938 : Sylvelin : Ein Ober
- 1938 : Capriccio : Brautwerber
- 1938 : Fortsetzung folgt
- 1938 : Fracht von Baltimore : Schneidermeister bei Hoffmann
- 1938 : Nanon
- 1938 : La Belle Hongroise : Ungarischer Bauer am Bahnhof
- 1938 : Pour le mérite : Abgeordneter
- 1939 : Die Hochzeitsreise
- 1939 : Frau am Steuer
- 1941 : Madame la Lune : Lämmermeier
- 1944 : Ein schöner Tag
- 1944 : Familie Buchholz : Diener bei Poseners
- 1945 : Die Jahre vergehen
- 1951 : Das fremde Leben : Werkmeister